# Fuerza X (Ejército Nacional Revolucionario)

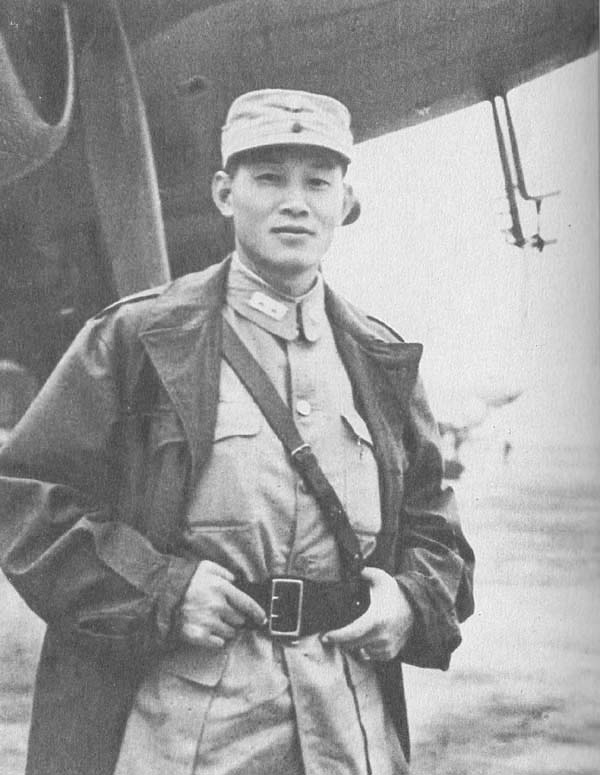
Comandante del ejército chino en la India, Li-Jen Sun.

Fuerza X fue el nombre que se le dio a la parte de la Fuerza Expedicionaria China del Ejército Nacional Revolucionario que se retiró de Birmania a la India en 1942. Chiang Kai-shek envió tropas a Birmania desde Yunnan en 1942 para ayudar a los británicos a contener a los japoneses. Estas fuerzas chinas se dividieron y, en la retirada de Birmania, parte de estas fuerzas entraron en la India. Estas se establecieron en el cantón de Ramgarh, en la provincia de Bihar (ahora en el estado de Jharkhand). En total cinco divisiones (las nuevas 30.ª División, 22.ª División, 38.ª División y las 14.ª y 50.ª divisiones chinas), fueron reequipadas y entrenadas por instructores estadounidenses a expensas de los británicos.
Cada una de las cinco divisiones tenía alrededor de 15.000 soldados, con un total de 75.000 para toda la fuerza. Las Nuevas 30.ª y 38.ª divisiones formaron el Nuevo 1.º Ejército que estaba comandado por Li-Jen Sun. Las Nuevas 22.ª, 14.ª y 50.ª divisiones formaron el Nuevo 6.º Ejército, comandado por Liao Yaoxiang. Fueron llamados Fuerza X y utilizados por el general Joseph Stilwell como la punta de lanza de su ataque para abrir una ruta terrestre a China (Carretera de Ledo). El destacado comandante chino en la Fuerza X fue el general Li-Jen Sun, que dirigió la 38.ª División china y fue elogiado por el comandante general del 14.º Ejército británico (luego mariscal de campo) William Slim en su libro Derrota hacia la victoria. Las fuerzas chinas que volvieron a entrar en Birmania desde Yunnan se conocieron como Fuerza Y.

## Defensa china (1942-1945)
Defensa china 1942-1945 (en inglés: China Defensive 1942-1945) fue un ensayo preparado para el Centro de Historia Militar del Ejército de los Estados Unidos por Mark D. Sherry.

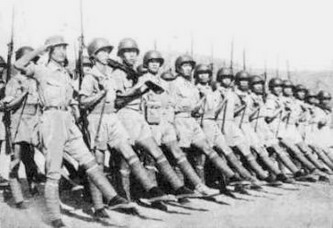
Ejército chino en la India equipado por Estados Unidos.

El papel principal del Ejército de los EE. UU. en China fue mantener a China en la guerra mediante la provisión de asesoramiento y asistencia con material. Mientras China permaneciera en la guerra, millones de soldados del Ejército Imperial Japonés podrían estar atados en el continente asiático en lugar de ser utilizados para luchar en otros frentes. Por lo tanto, el éxito se midió de manera diferente que en la mayoría de los teatros. ¿Qué tan bien persuadieron el general Stilwell y el general Wedemeyer al comandante en jefe del teatro, el generalísimo Chiang, para que apoyara los objetivos estratégicos de los EE. UU., y qué tan efectivamente el entrenamiento y el apoyo material de los EE. japoneses, eran objetivos secundarios. Lo que más importaba era simplemente mantener a China en la guerra contra Japón. El principal fracaso de Estados Unidos en China fue logístico: Estados Unidos no pudo cumplir con sus compromisos de préstamo y arrendamiento. El cierre de la carretera de Birmania en 1942 hizo imposible entregar suficiente equipo, armas y municiones para construir el sueño de una fuerza china de treinta divisiones bien equipada y entrenada.